# Parafia Ewangelicko-Augsburska w Wiśle Malince
Parafia Ewangelicko-Augsburska w Wiśle Malince – parafia luterańska w Wiśle, w dzielnicy Malinka, należąca do diecezji cieszyńskiej Kościoła Ewangelicko-Augsburskiego w RP. W 2019 liczyła 1044 wiernych.

## Historia
Do czasu oddania do użytku własnego obiektu sakralnego, ewangelicy z Malinki brali udział w nabożeństwach w kościele Apostołów Piotra i Pawła w Wiśle-Centrum. Prowadzone były tu jednak domowe godziny biblijne, a także organizowano służbę odwiedzinową.
Budowa kościoła w Malince, z uwagi na ograniczenia wynikające z ówczesnej polityki państwa oficjalnie określanego jako Dom Modlitwy, została rozpoczęta wiosną 1954, a uroczystość poświęcenia gotowego budynku miała miejsce 3 czerwca 1956. W latach 1985–1991 został do niego dobudowany dom parafialny, a w 1997 powstał parking. Obiekty parafialne usytuowane są na lewym brzegu doliny, u podstaw grzbietu Cienkowa na wysokości 540–550 m n.p.m., w osiedlu Spalona. Na przestrzeni kolejnych lat były remontowane i rozbudowywane, dokonywano też zakupów nowego wyposażenia.
W latach 90. XX wieku przy parafii został założony zespół uwielbieniowy, który występuje podczas nabożeństw.
Duszpasterzami zboru w Malince byli: ks. Andrzej Wantuła, ks. Robert Fiszkal, ks. Karol Samiec, ks. Jan Lech Klima, ks. Tadeusz Konik oraz ks. Leszek Czyż.
Parafia w Malince jako samodzielna jednostka powstała z dniem 1 stycznia 1995 w wyniku podziału parafii w Wiśle Centrum. Jej proboszczem-administratorem został jej ówczesny duszpasterz, ks. Leszek Czyż. Rok później został on wybrany proboszczem, a uroczystość jego wprowadzenia w urząd przez ks. bp. Jana Szarka miała miejsce 21 września 1996.
W 2003 parafia skupiała 887 członków. W 2006 zainaugurowano internetową transmisję nabożeństw. Do 2013 liczba wiernych wzrosła do 1003 osób.
W związku ze zbyt małą liczbą miejsc w kościele oraz niespełnianiem przez budynek norm bezpieczeństwa, postanowiono o powstaniu nowego obiektu. W 2012 zawiązany został komitet budowy, a w 2013 parafia dokonała zakupu działki naprzeciwko dotychczasowego kościoła. Prace budowlane rozpoczęto w 2014. Nowe centrum parafialne zostało uroczyście otwarte 5 września 2021 w obecności m.in. biskupa Kościoła Ewangelicko-Augsburskiego w RP ks. Jerzego Samca oraz biskupa diecezji ks. Adriana Korczago.